# Al-Jaduda
Al-Jaduda (arab. اليادودة) – miejscowość w Syrii, w muhafazie Dara. W 2004 roku liczyła 8967 mieszkańców.